# Petacalco
Petacalco es una localidad en el municipio de la Unión de Isidoro Montes de Oca en el estado de Guerrero. Posee una población de 3,459 habitantes y se encuentra a una altitud máxima de 16 metros.

## Población
| Año  | Habitantes Mujeres | Habitantes hombres | Total habitantes |
| ---- | ------------------ | ------------------ | ---------------- |
| 2020 | 1762               | 1697               | 3459             |
| 2010 | 1349               | 1366               | 2715             |
| 2005 | 1362               | 1309               | 2671             |